# Tenebre (album)
Tenebre è un album in studio dei musicisti italiani Claudio Simonetti, Fabio Pignatelli e Massimo Morante, pubblicato nel 1982. L'album contiene la colonna sonora del film omonimo diretto da Dario Argento.

## Descrizione
È realizzato dal gruppo rock-progressive dei Goblin (però senza Agostino Marangolo) che si firmano quindi coi loro veri nomi: Claudio Simonetti, Fabio Pignatelli e Massimo Morante. Il disco è stato ristampato dalla Cinevox Record in un'edizione speciale con l'aggiunta di diverse tracce bonus.

## Tracce
1. Tenebre
2. Gemini
3. Slow Circus
4. Lesbo
5. Flashing
6. Tenebre (Reprise)
7. Waiting Death
8. Jane Mirror Theme
9. Flashing (Film Version)
10. Gemini (Film Version Suite)
11. Flashing (Intro Film Version)
12. Gemini (Alternate Film Version)
13. Jane Mirror Theme (Film Version)
14. Tenebre (Alternate Film Version)
15. Slow Circus (Film Version Suite)
16. Lesbo (Film Version)
17. Tenebre Maniac (Spfx Bonus Track 1)
18. Tenebre Remix (Bonus Track 2)
19. Flashing Remix (Bonus Track 3)

## Formazione
- Fabio Pignatelli - basso
- Claudio Simonetti - tastiere, pianoforte, vocoder, programmazione
- Massimo Morante - chitarra acustica, chitarra elettrica
- Walter Martino - percussioni

## Cover
- Il tema del film è stato campionato dal duo francese Justice nel loro doppio brano intitolato Phantom, presente nell'album Cross del 2007.